# Етиопија (албум)
Етиопија је албум српске панк рок групе Етиопија из Јагодине. 
Албум је снимљен априла 1990.  у студију Видеотон у Београду, а објавио га је Југотон из Загреба.

## Списак песама
1. Рођени у предграђу
2. Нема изгледа за боље
3. Јутро
4. Чудна песма
5. Етиопиа
6. Звезда
7. Бели миш
8. Срео сам њу

## Музичари
- Мирољуб Цветковић – вокал
- Саша Милојевић – бас
- Душан Јевђовић - бубњеви
- Дејан Ђорђевић - ритам гитара
- Дејан Тодоровић – позадински вокал